# Red Point (udde i Australien, New South Wales, Bega Valley)
Red Point är en udde i Australien. Den ligger i kommunen Bega Valley och delstaten New South Wales, i den sydöstra delen av landet, omkring 380 kilometer söder om delstatshuvudstaden Sydney.
Trakten är glest befolkad. Närmaste större samhälle är Eden, nära Red Point. 
Genomsnittlig årsnederbörd är 1 161 millimeter. Den regnigaste månaden är juni, med i genomsnitt 209 mm nederbörd, och den torraste är juli, med 16 mm nederbörd.